# Eotetranychus garnieri
Eotetranychus garnieri är en spindeldjursart som beskrevs av Gutierrez 1978. Eotetranychus garnieri ingår i släktet Eotetranychus och familjen Tetranychidae. Inga underarter finns listade i Catalogue of Life.